# 我敢世界巡回演唱会
劉若英的「我敢Renext世界巡迴演唱會」於2015年8月28日從臺北市起跑，歷時近三年，共舉辦53場，橫跨亞洲、美洲、歐洲及澳洲等多個國家和地區。演唱會首站於泉州海峽體育中心舉行，並在紐約林肯中心、倫敦London Palladium、巴黎Casino de Paris等國際知名場館演出，成為繼鄧麗君、李宗盛後第三位登上林肯中心的華人歌手 。

## 简介
2015年7月13日，刘若英于北京举办我敢Renext世界巡回演唱会起跑新闻发布会，同时进行网络直播，宣布于2015年9月19日开始首站泉州场的演唱会，并公布此后31个城市的行程。同日于网络进行了2015年11月28日北京场的门票预售。

## 巡迴場次
| 場次   | 日期     | 國家/地區 | 城市       | 場館                         | 嘉賓／附註             |
| 2015年 | 2015年   | 2015年    | 2015年     | 2015年                       | 2015年                 |
| ------ | -------- | --------- | ---------- | ---------------------------- | ---------------------- |
| 1      | 8月28日  | 台灣      | 臺北市     | 松山文創園區一號倉庫         | 台北首唱會             |
| 2      | 8月29日  | 台灣      | 臺北市     | 松山文創園區一號倉庫         | 台北首唱會             |
| 3      | 9月19日  | 中國大陸  | 泉州       | 泉州海峽體育中心             |                        |
| 4      | 9月26日  | 中國大陸  | 上海       | 梅賽德斯奔馳文化中心         |                        |
| 5      | 10月10日 | 美國      | 紐約       | 林肯中心                     |                        |
| 6      | 10月17日 | 美國      | 聖荷西     | 聖荷西州立活動中心           |                        |
| 7      | 10月18日 | 美國      | 洛杉磯     | 杜比劇院                     |                        |
| 8      | 11月14日 | 中國大陸  | 鄭州       | 鄭州國際會展中心             |                        |
| 9      | 11月21日 | 中國大陸  | 大連       | 中升文化中心                 |                        |
| 10     | 11月28日 | 中國大陸  | 北京       | 首都體育館                   | 周迅、桂綸鎂、湯唯     |
| 11     | 12月19日 | 中國大陸  | 無錫       | 無錫市體育中心體育館         |                        |
| 12     | 12月26日 | 中國大陸  | 廣州       | 廣州國際體育演藝中心         |                        |
| 13     | 12月31日 | 中國大陸  | 天津       | 天津體育中心體育館           |                        |
| 2016年 |          |           |            |                              |                        |
| 14     | 1月9日   | 中國大陸  | 杭州       | 黃龍體育中心體育館           |                        |
| 15     | 3月26日  | 中國大陸  | 重慶       | 重慶國際博覽中心             |                        |
| 16     | 4月9日   | 香港      | 香港       | 紅磡體育館                   | 張艾嘉                 |
| 17     | 4月16日  | 中國大陸  | 洛陽       | 洛陽新區體育館               |                        |
| 18     | 4月23日  | 中國大陸  | 南京       | 南京奧體中心體育館           |                        |
| 19     | 5月7日   | 中國大陸  | 武漢       | 武漢市體育中心體育館         |                        |
| 20     | 5月28日  | 台灣      | 臺北市     | 臺北小巨蛋                   | Kiroro                 |
| 21     | 6月25日  | 中國大陸  | 瀋陽       | 遼寧省體育中心               |                        |
| 22     | 7月2日   | 中國大陸  | 濟南       | 濟南奧體中心體育館           |                        |
| 23     | 7月9日   | 中國大陸  | 深圳       | 深圳灣體育中心               |                        |
| 24     | 7月16日  | 中國大陸  | 合肥       | 合肥濱湖國際會展中心         |                        |
| 25     | 7月23日  | 中國大陸  | 太原       | 山西省體育中心體育館         |                        |
| 26     | 7月30日  | 中國大陸  | 哈爾濱     | 哈爾濱國際會展體育中心體育館 |                        |
| 27     | 8月6日   | 中國大陸  | 西安       | 西安曲江國際會展中心B4館     |                        |
| 28     | 8月13日  | 中國大陸  | 福州       | 福州海峽奧林匹克體育中心     |                        |
| 29     | 9月3日   | 中國大陸  | 蘇州       | 蘇州市體育中心體育館         |                        |
| 30     | 10月1日  | 馬來西亞  | 雲頂       | 雲頂雲星劇場                 | 光良                   |
| 31     | 10月14日 | 中國大陸  | 上海       | 梅賽德斯奔馳文化中心         | 五月天瑪莎             |
| 32     | 10月15日 | 中國大陸  | 上海       | 梅賽德斯奔馳文化中心         | 伍佰                   |
| 33     | 10月22日 | 中國大陸  | 佛山       | 嶺南明珠體育館               |                        |
| 34     | 10月29日 | 中國大陸  | 南寧       | 廣西省體育中心體育館         |                        |
| 35     | 11月5日  | 中國大陸  | 青島       | 青島國信體育中心體育館       |                        |
| 36     | 11月12日 | 中國大陸  | 北京       | 首都體育館                   | 李宗盛；Encore返場     |
| 37     | 11月20日 | 英國      | 倫敦       | London Palladium             |                        |
| 38     | 11月28日 | 法國      | 巴黎       | Casino de Paris              |                        |
| 39     | 12月3日  | 中國大陸  | 紹興       | 紹興奧林匹克體育中心         |                        |
| 40     | 12月10日 | 中國大陸  | 昆明       | 昆明滇池國際會展中心12號館   |                        |
| 41     | 12月17日 | 中國大陸  | 長沙       | 湖南國際會展中心             |                        |
| 42     | 12月24日 | 中國大陸  | 成都       | 電子科技大學清水河校區體育館 |                        |
| 43     | 12月31日 | 中國大陸  | 廈門       | 廈門國際會展中心A3廳         |                        |
| 2017年 |          |           |            |                              |                        |
| 44     | 1月7日   | 澳門      | 澳門       | 威尼斯人渡假村金光綜藝館     |                        |
| 45     | 3月23日  | 日本      | 東京       | Zepp DiverCity TOKYO         |                        |
| 46     | 4月8日   | 澳洲      | 雪梨       | Sydney Star City             |                        |
| 47     | 4月9日   | 澳洲      | 墨爾本     | Melbourne Convention Center  |                        |
| 48     | 4月15日  | 美國      | 康乃狄克州 | 金神體育館                   | Encore返場, 海外最终场 |
| 49     | 4月22日  | 中國大陸  | 襄陽       | 襄陽市體育館                 |                        |
| 50     | 5月13日  | 中國大陸  | 貴陽       | 貴陽金陽會展中心一號館       |                        |
| 51     | 5月20日  | 中國大陸  | 金華       | 金華體育中心體育館           |                        |
| 52     | 8月11日  | 台灣      | 臺北市     | 臺北小巨蛋                   | 頑童、梁靜茹           |
| 53     | 8月12日  | 台灣      | 臺北市     | 臺北小巨蛋                   | 頑童、五月天           |

注：2017年8月11日及12日台北場次為雙主唱限定版《我敢劉若男演唱會》；

## 具体曲目
| 城市         | Part1 我敢爱                                                                                 | Part2 我遗憾                                | Part3 我想念 | Part4 我懂了                                                                                     | Encore |
| ------------ | -------------------------------------------------------------------------------------------- | ------------------------------------------- | --- | ------------------------------------------------------------------------------------------------ | --- |
| 泉州         | 为爱痴狂 你快乐所以我快乐 我在想你的时候睡着了 我敢在你怀里孤独 当爱在靠近 很爱很爱你 我等你 | 透明 氧气 我等你 人之初 我们没有在一起 成全 | 相看两不厌 我不想念 多傻 Medley： 光阴的故事 同桌的你 天黑黑 漂洋过海来看你 寂寞寂寞就好 掉了 花心 热情的沙漠 一生有你 那些花儿 K歌之王 稻香 干杯 光阴的故事 我懂了                                                                                        | 幸福不是情歌 一辈子的孤单 亲爱的路人 原来你也在这里                                              | 继续 给十五岁的自己 光 收获 舞女 执着 一路走下去 自由 后来 |
| 上海         | 为爱痴狂 你快乐所以我快乐 我在想你的时候睡着了 我敢在你怀里孤独 当爱在靠近 很爱很爱你        | 透明 氧气 我等你 人之初 我们没有在一起 成全 | 相看两不厌 多傻 Medley： 光阴的故事 同桌的你 天黑黑 漂洋过海来看你 寂寞寂寞就好 掉了 花心 热情的沙漠 一生有你 那些花儿 K歌之王 稻香 干杯 光阴的故事 我不想念 我懂了 城里的月光 feat. 李剑青 匆匆 - 李剑青                                                  | 幸福不是情歌 亲爱的路人 点亮橘子树 一辈子的孤单 我要你好好的 原来你也在这里                      | 歌 继续 给十五岁的自己 光 收获 爱的代价 一路走下去 后来 |
| 郑州         | 为爱痴狂 你快乐所以我快乐 我敢在你怀里孤独 很爱很爱你                                        | 我等你 人之初 我们没有在一起 成全           | 相看两不厌 多傻 Medley： 光阴的故事 同桌的你 天黑黑 漂洋过海来看你 寂寞寂寞就好 掉了 花心 热情的沙漠 一生有你 那些花儿 K歌之王 稻香 干杯 光阴的故事 我不想念 我懂了 匆匆 - 李剑青                                                                          | 幸福不是情歌 亲爱的路人 一辈子的孤单 我要你好好的 原来你也在这里                                 | 歌 继续 给十五岁的自己 光 收获 爱的代价 一路走下去 执着 后来 |
| 大连         | 为爱痴狂 你快乐所以我快乐 我在想你的时候睡着了 我敢在你怀里孤独 当爱在靠近 很爱很爱你        | 透明 氧气 我等你 人之初 我们没有在一起 成全 | 相看两不厌 多傻 Medley： 光阴的故事 同桌的你 天黑黑 漂洋过海来看你 寂寞寂寞就好 掉了 花心 热情的沙漠 一生有你 那些花儿 K歌之王 稻香 干杯 光阴的故事 我不想念 我懂了 匆匆 - 李剑青                                                                          | 幸福不是情歌 亲爱的路人 一辈子的孤单 我要你好好的 原来你也在这里                                 | 歌 继续 给十五岁的自己 光 收获 爱的代价 一路走下去 自由 后来 |
| 北京         | 为爱痴狂 你快乐所以我快乐 我在想你的时候睡着了 我敢在你怀里孤独 当爱在靠近 很爱很爱你        | 透明 氧气 我等你 人之初 我们没有在一起 成全 | 相看两不厌 多傻 Medley： 光阴的故事 同桌的你 天黑黑 漂洋过海来看你 寂寞寂寞就好 掉了 花心 热情的沙漠 一生有你 那些花儿 K歌之王 稻香 干杯 光阴的故事 我不想念 我懂了 匆匆 - 李剑青                                                                          | 幸福不是情歌 亲爱的路人 决定 我要你好好的 feat. 周迅/桂纶镁/汤唯 一辈子的孤单 原来你也在这里     | 歌 继续 给十五岁的自己 收获 爱的代价 执着 一路走下去 自由 后来 |
| 无锡         | 为爱痴狂 你快乐所以我快乐 我在想你的时候睡着了 我敢在你怀里孤独 当爱在靠近 很爱很爱你        | 透明 氧气 我等你 人之初 我们没有在一起 成全 | 相看两不厌 多傻 Medley： 光阴的故事 同桌的你 天黑黑 漂洋过海来看你 寂寞寂寞就好 掉了 花心 热情的沙漠 一生有你 那些花儿 K歌之王 稻香 干杯 光阴的故事 我不想念 我懂了                                                                                        | 幸福不是情歌 亲爱的路人 决定 一辈子的孤单 我要你好好的 原来你也在这里                            | 歌 继续 给十五岁的自己 收获 一路走下去 爱的代价 执着 自由 后来 |
| 广州         | 为爱痴狂 你快乐所以我快乐 我在想你的时候睡着了 我敢在你怀里孤独 当爱在靠近 很爱很爱你        | 透明 氧气 我等你 人之初 我们没有在一起 成全 | 相看两不厌 多傻 Medley： 光阴的故事 同桌的你 天黑黑 漂洋过海来看你 寂寞寂寞就好 掉了 花心 热情的沙漠 一生有你 那些花儿 K歌之王 稻香 干杯 光阴的故事 我不想念 我懂了                                                                                        | 幸福不是情歌 亲爱的路人 决定 一辈子的孤单 生日快乐歌 to 贝斯手阿华 我要你好好的 原来你也在这里   | 歌 继续 给十五岁的自己 收获 一路走下去 爱的代价 执着 舞女 自由 后来 |
| 天津         | 为爱痴狂 你快乐所以我快乐 我在想你的时候睡着了 我敢在你怀里孤独 当爱在靠近 很爱很爱你        | 透明 氧气 我等你 人之初 我们没有在一起 成全 | 相看两不厌 多傻 Medley： 光阴的故事 同桌的你 天黑黑 漂洋过海来看你 寂寞寂寞就好 掉了 花心 热情的沙漠 一生有你 那些花儿 K歌之王 稻香 干杯 光阴的故事 我不想念 我懂了                                                                                        | 幸福不是情歌 亲爱的路人 决定 一辈子的孤单 我要你好好的 遇见 原来你也在这里                       | 歌 继续 给十五岁的自己 收获 一路走下去 爱的代价 心动 执着 自由 后来 |
| 杭州         | 为爱痴狂 你快乐所以我快乐 我在想你的时候睡着了 我敢在你怀里孤独 当爱在靠近 很爱很爱你        | 透明 氧气 我等你 人之初 我们没有在一起 成全 | 相看两不厌 多傻 Medley： 光阴的故事 同桌的你 天黑黑 漂洋过海来看你 寂寞寂寞就好 掉了 花心 热情的沙漠 一生有你 那些花儿 K歌之王 稻香 干杯 光阴的故事 我不想念 我懂了                                                                                        | 幸福不是情歌 亲爱的路人 决定 一辈子的孤单 我要你好好的 原来你也在这里                            | 歌 继续 给十五岁的自己 收获 心动 遇见 爱的代价 一路走下去 自由 执着 后来 |
| 重庆         | 为爱痴狂 你快乐所以我快乐 我在想你的时候睡着了 我敢在你怀里孤独 当爱在靠近 很爱很爱你        | 透明 氧气 我等你 人之初 我们没有在一起 成全 | 相看两不厌 多傻 Medley： 光阴的故事 同桌的你 天黑黑 漂洋过海来看你 寂寞寂寞就好 掉了 花心 热情的沙漠 一生有你 那些花儿 K歌之王 稻香 干杯 光阴的故事 我不想念 我懂了 匆匆 - 李剑青                                                                          | 幸福不是情歌 亲爱的路人 决定 一辈子的孤单 我要你好好的 原来你也在这里                            | 歌 继续 给十五岁的自己 收获 小情歌 小幸运 爱的代价 执着 自由 一路走下去 后来 |
| 香港         | 为爱痴狂 你快乐所以我快乐 我在想你的时候睡着了 我敢在你怀里孤独 当爱在靠近 很爱很爱你        | 透明 氧气 我等你 人之初 我们没有在一起 成全 | 相看两不厌 多傻 Medley： 光阴的故事 天黑黑 漂洋过海来看你 亲密爱人 寂寞寂寞就好 可惜我是水瓶座 K歌之王（粤语） 青春常驻 我们 稻香 干杯 光阴的故事 我不想念 我懂了                                                                                          | 幸福不是情歌 亲爱的路人 决定 最爱是谁 最爱 feat. 张艾嘉 一辈子的孤单 我要你好好的 原来你也在这里 | 明星 继续 给十五岁的自己 爱的代价 遇见 心动 自由 小幸运 后来 |
| 洛阳         | 为爱痴狂 你快乐所以我快乐 我在想你的时候睡着了 我敢在你怀里孤独 当爱在靠近 很爱很爱你        | 透明 氧气 我等你 人之初 我们没有在一起 成全 | 相看两不厌 多傻 Medley： 光阴的故事 同桌的你 天黑黑 漂洋过海来看你 寂寞寂寞就好 掉了 花心 热情的沙漠 一生有你 那些花儿 K歌之王 稻香 干杯 光阴的故事 我不想念 我懂了                                                                                        | 幸福不是情歌 亲爱的路人 决定 一辈子的孤单 我要你好好的 原来你也在这里                            | 歌 继续 给十五岁的自己 收获 遇见 心动 小情歌 小幸运 我是真的爱你 feat. 李剑青 爱的代价 自由 后来                                                                                  |
| 南京         | 为爱痴狂 你快乐所以我快乐 我在想你的时候睡着了 我敢在你怀里孤独 当爱在靠近 很爱很爱你        | 透明 氧气 我等你 人之初 我们没有在一起 成全 | 相看两不厌 多傻 Medley： 光阴的故事 同桌的你 天黑黑 漂洋过海来看你 寂寞寂寞就好 掉了 花心 热情的沙漠 一生有你 那些花儿 K歌之王 稻香 干杯 光阴的故事 我不想念 我懂了                                                                                        | 幸福不是情歌 亲爱的路人 决定 一辈子的孤单 我要你好好的 原来你也在这里                            | 歌 继续 给十五岁的自己 爱的代价 收获 遇见 心动 一路走下去 自由 后来 |
| 南昌         | 为爱痴狂 你快乐所以我快乐 我在想你的时候睡着了 我敢在你怀里孤独 当爱在靠近 很爱很爱你        | 透明 氧气 我等你 人之初 我们没有在一起 成全 | 相看两不厌 多傻 Medley： 光阴的故事 同桌的你 天黑黑 漂洋过海来看你 寂寞寂寞就好 掉了 花心 热情的沙漠 一生有你 那些花儿 K歌之王 稻香 干杯 光阴的故事 我不想念 我懂了 匆匆 - 李剑青                                                                          | 幸福不是情歌 亲爱的路人 一辈子的孤单 决定 我要你好好的 原来你也在这里                            | 歌 继续 给十五岁的自己 一路走下去 遇见 心动 我是真的爱你 feat. 李剑青 小幸运 小情歌 爱的代价 自由 后来                                                                            |
| 台北         | 为爱痴狂 你快乐所以我快乐 我在想你的时候睡着了 我敢在你怀里孤独 当爱在靠近                   | 透明 氧气 我等你 人之初 我们没有在一起 成全 | 相看两不厌 多傻 Medley： 光阴的故事 红蜻蜓 天黑黑 漂洋过海来看你 哭砂 把悲伤留给自己 十分钟的恋爱 宝贝对不起 一代女皇 永远不回头 梦醒时分 甲你揽牢牢 小情歌 小幸运 K歌之王 向前走 稻香 干杯 光阴的故事 我懂了 很爱很爱你 feat. Kiroro 后来/未来へ - Kiroro | 幸福不是情歌 亲爱的路人 一辈子的孤单 决定 我要你好好的 原来你也在这里                            | 歌 继续 给十五岁的自己 我不想念 台北的天空 光 收获 姐姐 离开地球表面 三天三夜 自由 爱的代价 遇见 心动 分手快乐 那些花儿 三天三夜 小幸运 我是真的爱你 feat.李剑青 后来             |
| 沈阳         | 为爱痴狂 你快乐所以我快乐 我在想你的时候睡着了 我敢在你怀里孤独 当爱在靠近 很爱很爱你        | 透明 氧气 我等你 人之初 我们没有在一起 成全 | 相看两不厌 多傻 Medley： 光阴的故事 同桌的你 天黑黑 漂洋过海来看你 寂寞寂寞就好 掉了 花心 热情的沙漠 一生有你 那些花儿 K歌之王 稻香 干杯 光阴的故事 我不想念 我懂了 匆匆 - 李剑青                                                                          | 幸福不是情歌 亲爱的路人 一辈子的孤单 决定 我要你好好的 原来你也在这里                            | 歌 继续 给十五岁的自己 光 收获 小幸运 小情歌 一路走下去 爱的代价 离开地球表面 三天三夜 我是真的爱你 feat.李剑青 后来                                                              |
| 济南         | 为爱痴狂 你快乐所以我快乐 我在想你的时候睡着了 我敢在你怀里孤独 当爱在靠近 很爱很爱你        | 透明 氧气 我等你 人之初 我们没有在一起 成全 | 相看两不厌 多傻 Medley： 光阴的故事 同桌的你 天黑黑 漂洋过海来看你 寂寞寂寞就好 掉了 花心 热情的沙漠 一生有你 那些花儿 K歌之王 稻香 干杯 光阴的故事 我不想念 我懂了 匆匆 - 李剑青                                                                          | 幸福不是情歌 亲爱的路人 一辈子的孤单 决定 我要你好好的 原来你也在这里                            | 歌 继续 给十五岁的自己 收获 小情歌 点亮橘子树 一路走下去 爱的代价 离开地球表面 三天三夜 小幸运 我是真的爱你 feat.李剑青 后来                                                      |
| 深圳         | 为爱痴狂 你快乐所以我快乐 我在想你的时候睡着了 我敢在你怀里孤独 当爱在靠近 很爱很爱你        | 透明 氧气 我等你 我们没有在一起 人之初 成全 | 相看两不厌 多傻 Medley： 光阴的故事 同桌的你 天黑黑 漂洋过海来看你 寂寞寂寞就好 掉了 花心 热情的沙漠 一生有你 那些花儿 K歌之王 稻香 干杯 光阴的故事 我不想念 我懂了 匆匆 - 李剑青                                                                          | 幸福不是情歌 亲爱的路人 一辈子的孤单 决定 我要你好好的 原来你也在这里                            | 歌 继续 给十五岁的自己 光 收获 小情歌 点亮橘子树 一路走下去 我是真的爱你 feat. 李剑青 离开地球表面 三天三夜 爱的代价 后来                                                         |
| 合肥         | 为爱痴狂 你快乐所以我快乐 我在想你的时候睡着了 我敢在你怀里孤独 当爱在靠近 很爱很爱你        | 透明 氧气 我等你 我们没有在一起 人之初 成全 | 相看两不厌 多傻 Medley： 光阴的故事 同桌的你 天黑黑 漂洋过海来看你 寂寞寂寞就好 掉了 花心 热情的沙漠 一生有你 那些花儿 K歌之王 稻香 干杯 光阴的故事 我懂了 匆匆 - 李剑青 我不想念                                                                          | 幸福不是情歌 亲爱的路人 一辈子的孤单 决定 我要你好好的 原来你也在这里                            | 歌 继续 给十五岁的自己 光 点亮橘子树 小情歌 小幸运 一路走下去 离开地球表面 三天三夜 我是真的爱你 feat. 李剑青 爱的代价 后来                                                       |
| 福州         | 为爱痴狂 你快乐所以我快乐 我在想你的时候睡着了 我敢在你怀里孤独 当爱在靠近 很爱很爱你        | 透明 氧气 我等你 人之初 我们没有在一起 成全 | 相看两不厌 多傻 Medley： 光阴的故事 同桌的你 天黑黑 漂洋过海来看你 寂寞寂寞就好 掉了 花心 热情的沙漠 一生有你 那些花儿 K歌之王 稻香 干杯 光阴的故事 我不想念 我懂了 匆匆 - 李剑青                                                                          | 幸福不是情歌 亲爱的路人 一辈子的孤单 决定 我要你好好的 原来你也在这里                            | 歌 继续 给十五岁的自己 收获 小情歌 点亮橘子树 一路走下去 小情歌 当爱已成往事 feat. 李剑青 离开地球表面 三天三夜 舞女 爱的代价 小幸运 后来                                         |
| 苏州         | 为爱痴狂 你快乐所以我快乐 我在想你的时候睡着了 我敢在你怀里孤独 当爱在靠近 很爱很爱你        | 透明 氧气 我等你 人之初 我们没有在一起 成全 | 相看两不厌 多傻 Medley： 光阴的故事 同桌的你 天黑黑 漂洋过海来看你 寂寞寂寞就好 掉了 花心 热情的沙漠 一生有你 那些花儿 K歌之王 稻香 干杯 光阴的故事 我不想念 我懂了 匆匆 - 李剑青                                                                          | 幸福不是情歌 亲爱的路人 决定 一辈子的孤单 我要你好好的 原来你也在这里                            | 歌 继续 给十五岁的自己 为爱痴狂 光 点亮橘子树 小情歌 小幸运 当爱已成往事 feat. 李剑青 一路走下去 爱的代价 离开地球表面 三天三夜 爱的代价 一路走下去 我是真的爱你 feat.李剑青 后来 |
| 马来西亚云顶 | 为爱痴狂 你快乐所以我快乐 我在想你的时候睡着了 当爱在靠近 很爱很爱你                         | 透明 氧气 我们没有在一起 成全               | 相看两不厌 多傻 Medley： 光阴的故事 同桌的你 天黑黑 漂洋过海来看你 寂寞寂寞就好 掉了 花心 热情的沙漠 一生有你 那些花儿 K歌之王 稻香 干杯 光阴的故事 我等你 feat. 光良 伤心地铁 - 光良 我懂了 匆匆 - 李剑青                                                 | 幸福不是情歌 亲爱的路人 一辈子的孤单 决定 我要你好好的 原来你也在这里                            | 歌 继续 给十五岁的自己 小情歌 童话 feat. 光良 我是真的爱你 feat. 光良 离开地球表面 三天三夜 爱的代价 后来                                                                         |
| 上海返场1    | 为爱痴狂 候鸟 有爱没爱我都不会慌 当爱在靠近 很爱很爱你                                       | 透明 氧气 我等你 人之初 我们没有在一起 成全 | 相看两不厌 多傻 Medley： 光阴的故事 红蜻蜓 天黑黑 漂洋过海来看你 把悲伤留给自己 梦醒时分 爱之初体验 永遠不回頭 小情歌 小幸运 一生有你 K歌之王 稻香 干杯 光阴的故事 我不想念 我懂了 最重要的小事 feat. 玛莎 恋爱ing feat. 玛莎 拥抱 - 玛莎                  | 幸福不是情歌 亲爱的路人 决定 我要你好好的 一辈子的孤单 feat. 方小萍 原来你也在这里               | 歌 继续 给十五岁的自己 你有没有深爱过 离开地球表面 三天三夜 爱的代价 后来 |
| 上海返场2    | 为爱痴狂 候鸟 有爱没爱我都不会慌 当爱在靠近 很爱很爱你                                       | 透明 氧气 我等你 人之初 我们没有在一起 成全 | 相看两不厌 多傻 Medley： 光阴的故事 红蜻蜓 天黑黑 漂洋过海来看你 把悲伤留给自己 梦醒时分 爱之初体验 永遠不回頭 小情歌 小幸运 一生有你 K歌之王 稻香 干杯 光阴的故事 我不想念 我懂了 挪威的森林 feat. 伍佰 突然的自我 - 伍佰                                 | 幸福不是情歌 亲爱的路人 决定 我要你好好的 一辈子的孤单 feat. 方小萍 原来你也在这里               | 歌 继续 给十五岁的自己 光 我是真的爱你 feat.李剑青 离开地球表面 三天三夜 爱的代价 一路走下去 后来                                                                                 |
| 北京返场     | 为爱痴狂 候鸟 有爱没爱我都不会慌 我在想你的时候睡着了 我敢在你怀里孤独 当爱在靠近 很爱很爱你 | 透明 氧气 我等你 我们没有在一起 成全        | 相看两不厌 Medley： 光阴的故事 红蜻蜓 天黑黑 漂洋过海来看你 把悲伤留给自己 梦醒时分 一样的月光 爱之初体验 小情歌 小幸运 一生有你 K歌之王 稻香 干杯 光阴的故事 我不想念 我懂了 这样爱你对不对 feat. 李宗盛 爱情有什么道理 feat. 李宗盛 山丘 - 李宗盛        | 幸福不是情歌 亲爱的路人 一辈子的孤单 决定 我要你好好的 原来你也在这里                            | 歌 继续 给十五岁的自己 光 寂寞难耐 匆匆 - 李剑青 离开地球表面 三天三夜 爱的代价 小情歌 点亮橘子树 一路走下去 爱的代价 离开地球表面 三天三夜 小幸运 我是真的爱你 feat.李剑青 后来  |
| 长沙         | 为爱痴狂 我在想你的时候睡着了 当爱在靠近 很爱很爱你                                          | 透明 氧气 我等你 人之初 我们没有在一起 成全 | 相看两不厌 多傻 Medley： 光阴的故事 同桌的你 天黑黑 漂洋过海来看你 寂寞寂寞就好 掉了 花心 热情的沙漠 一生有你 那些花儿 K歌之王 稻香 干杯 光阴的故事 我不想念 我懂了 匆匆 - 李剑青                                                                          | 幸福不是情歌 亲爱的路人 一辈子的孤单 决定 原来你也在这里                                         | 歌 光 小情歌 小幸运 当爱在靠近 我是真的爱你 feat.李剑青 自由 爱之初体验 阴天 心动 爱的代价 一路走下去 后来                                                                        |
| 成都         | 为爱痴狂 我在想你的时候睡着了 当爱在靠近 很爱很爱你                                          | 透明 氧气 我等你 人之初 我们没有在一起 成全 | 相看两不厌 多傻 Medley： 光阴的故事 同桌的你 天黑黑 漂洋过海来看你 寂寞寂寞就好 掉了 花心 热情的沙漠 一生有你 那些花儿 K歌之王 稻香 干杯 光阴的故事 我不想念 我懂了 匆匆 - 李剑青                                                                          | 幸福不是情歌 亲爱的路人 一辈子的孤单 决定 原来你也在这里                                         | 歌 继续 给十五岁的自己 光 遇见 小情歌 小幸运 圣诞结 点亮橘子树 我是真的爱你 feat.李剑青 自由 爱之初体验 听说 心动 爱的代价 一路走下去 后来                                        |
| 厦门         | 为爱痴狂 我在想你的时候睡着了 当爱在靠近 很爱很爱你                                          | 透明 氧气 我等你 人之初 我们没有在一起 成全 | 相看两不厌 多傻 Medley： 光阴的故事 同桌的你 天黑黑 漂洋过海来看你 寂寞寂寞就好 掉了 花心 热情的沙漠 一生有你 那些花儿 K歌之王 稻香 干杯 光阴的故事 我不想念 我懂了 匆匆 - 李剑青                                                                          | 幸福不是情歌 亲爱的路人 一辈子的孤单 决定 我要你好好的 原来你也在这里                            | 歌 继续 给十五岁的自己 光 小情歌 小幸运 点亮橘子树 我是真的爱你 feat.李剑青 第一天 自由 爱之初体验 一路走下去 爱的代价 后来                                                       |
| 贵阳         | 为爱痴狂 我在想你的时候睡着了 当爱在靠近 很爱很爱你                                          | 透明 氧气 我等你 我们没有在一起 成全        | 相看两不厌 多傻 Medley： 光阴的故事 同桌的你 天黑黑 漂洋过海来看你 寂寞寂寞就好 掉了 花心 热情的沙漠 一生有你 那些花儿 K歌之王 稻香 干杯 光阴的故事 我不想念 我懂了 转身 - 马毓芬                                                                          | 幸福不是情歌 亲爱的路人 一辈子的孤单 决定 我要你好好的 原来你也在这里                            | 歌 继续给15岁的自己 光 小情歌 小幸运 自由 爱的初体验 爱的代价 收获 一路走下去 后来                                                                                                |

## 相关趣事
1. 2015.10.10纽约场，刘若英是继邓丽君、李宗盛之后第三位登上林肯音乐中心的华人歌手。此次演唱会也首次在Part1增加了《决定》这首歌，现场播放了刘若英当年在纽约拍摄的那部使她斩获首个影后称号的电影《少女小渔》的片段，此后演出中，这首歌被挪入Part4，影像则配合了刘若英历年影视作品剪辑。
2. 2015.11.28北京首场，刘若英请来了新专辑主打曲目中一起合唱的周迅、桂纶镁、汤唯，在演唱会中合体演唱《我要你好好的》这首歌，这也是目前唯一一次四人合唱，此次表演相信音乐发布了现场版MV。
3. 2016.10.15上海返场2，全场录制DVD，将会发行。
4. 2015.12.31天津跨年，据说在时光组曲部分刘若英的假马尾辫掉了。零点倒数后唱了新年快乐。
5. 2016.12.24成都圣诞场，Encore部分的《听说》一曲并未向相关部门报批，所以是现场歌迷朋友们合唱给刘若英听的。
6. 每到一个地方，刘若英工作室微博及刘若英微信公众号都会发布相关观演攻略，介绍刘若英与此地的前缘、演唱会场地、周边交通，以及当地美食。
7. 每场演出刘若英都会于Part4部分在舞台上用手机自拍录下全场的手机手电筒星光，并发布在微博。
8. 金华场次公布后，刘若英在微博上表示2017下半年准备闭关。
9. 备选曲目中出现了宋冬野的鸽子、王杰的一场游戏一场梦等，但目前为止并未演唱。

## 歌曲介绍
| 曲目名               | 原唱                                           | 收录专辑                                 | 发行年份/日期 | 原唱发行公司         |
| -------------------- | ---------------------------------------------- | ---------------------------------------- | ------------- | -------------------- |
| 为爱痴狂             | 刘若英                                         | 少女小渔刘若英的美丽与哀愁               | 1995          | 滚石唱片             |
| 你快乐所以我快乐     | 王菲                                           | 王菲同名专辑                             | 1997          | 百代唱片             |
| 我在想你的时候睡着了 | MOJO                                           | 快歌一号                                 | 2006.2        | 河岸唱片             |
| 我敢在你怀里孤独     | 刘若英                                         | 我要你好好的                             | 2015.9.22     | 相信音乐             |
| 当爱在靠近           | 刘若英                                         | Love and the city                        | 2002          | 滚石唱片             |
| 很爱很爱你           | 刘若英                                         | 很爱很爱你                               | 1998          | 滚石唱片             |
| 候鸟                 | 五月天                                         | 候鸟 电影原声带                          | 2001          | 滚石唱片             |
| 有爱没爱我都不会慌   | 刘若英                                         | 20 30 40 爱得精彩 电影原声带             | 2004.2.26     | 滚石唱片             |
| 透明                 | 刘若英                                         | 很爱很爱你                               | 1998          | 滚石唱片             |
| 氧气                 | 范晓萱                                         | Darling                                  | 1998          |                      |
| 我等你               | 刘若英                                         | 我等你                                   | 2000          | 滚石唱片             |
| 人之初               | 刘若英                                         | 我等你                                   | 2000          | 滚石唱片             |
| 我们没有在一起       | 刘若英                                         | 在一起                                   | 2010.4.16     | 相信音乐             |
| 成全                 | 刘若英                                         | 年华                                     | 2001          | 滚石唱片             |
| 相看两不厌           | 刘若英                                         | 我要你好好的                             | 2015.9.22     | 相信音乐             |
| 多傻                 | 刘若英                                         | 20 30 40 爱得精彩 电影原声带             | 2004.2.26     | 滚石唱片             |
| 光阴的故事           | 张艾嘉                                         | 童年                                     | 1981          | 滚石唱片             |
| 同桌的你             | 老狼                                           | 恋恋风尘                                 | 1995.5        | 京文唱片             |
| 天黑黑               | 孙燕姿                                         | 孙燕姿同名专辑                           | 2000          | 华纳音乐             |
| 漂洋过海来看你       | 娃娃（金志娟）                                 | 大雨                                     | 1991.8.16     | 滚石唱片             |
| 寂寞寂寞就好         | 田馥甄                                         | To Hebe                                  | 2010          | 华研国际             |
| 掉了                 | 张惠妹                                         | 阿密特                                   | 2009.6.26     | 金牌大风             |
| 花心                 | 周华健                                         | 花心                                     | 1993.4        | 滚石唱片             |
| 热情的沙漠           | 欧阳菲菲                                       | 热情的沙漠·短暂的分离                    | 1974.4        | 海山唱片             |
| 一生有你             | 水木年华                                       | 一生有你                                 | 2001.9.26     | 喜洋洋唱片           |
| 那些花儿             | 朴树                                           | 我去2000年                               | 1999          | 麦田音乐             |
| K歌之王（国语）      | 陈奕迅                                         | 反正是我                                 | 2001.7.16     | 英皇娱乐             |
| 稻香                 | 周杰伦                                         | 魔杰座                                   | 2008.10.14    | 索尼音乐             |
| 干杯                 | 五月天                                         | 第二人生                                 | 2011.12.16    | 相信音乐             |
| 红蜻蜓               | 小虎队                                         | 红蜻蜓                                   | 1990.2.22     | 飞碟唱片             |
| 哭砂                 | 黄莺莺                                         | 让爱自由                                 | 1990.7.25     | 飞碟唱片             |
| 把悲伤留给自己       | 陈升                                           | 私奔                                     | 1991          | 滚石唱片             |
| 十分钟的恋爱         | ASOS                                           | 天天寄出的信                             | 1995.5.2      | 波丽佳音             |
| 宝贝对不起           | 草蜢                                           | 宝贝，对不起                             | 1994.4.6      | 宝丽金唱片           |
| 一代女皇             | 金佩珊                                         |                                          | 1985          | 飞羚唱片             |
| 永远不回头           | 王杰/张雨生/东方快车合唱团/邰正宵/星星月亮太阳 | 七匹狼电影原声带                         | 1989          | 飞碟唱片             |
| 梦醒时分             | 陈淑桦                                         | 跟你说听你说                             | 1989.11       | 滚石唱片             |
| 甲你揽牢牢           | 江蕙                                           | 甲你揽牢牢                               | 2008.11.20    | 新力音乐             |
| 小情歌               | 苏打绿                                         | 小宇宙                                   | 2006.10.20    | Willlin Music        |
| 小幸运               | 田馥甄                                         | 我的少女时代电影原声带                   | 2015.10.20    | 华研国际             |
| 向前走               | 林強                                           | 向前走                                   | 1990.12.7     | 滚石唱片             |
| 爱之初体验           | 张震岳                                         | 这个下午很无聊                           | 1997.10       | 魔岩唱片             |
| 一样的月光           | 苏芮                                           | 苏芮一样的月光                           | 1983.6.18     | 飞碟唱片             |
| 亲密爱人             | 梅艳芳                                         | 亲密爱人                                 | 1991          | 华星娱乐/滚石唱片    |
| 可惜我是水瓶座       | 杨千嬅                                         | Miriam's Music Box                       | 2002.11       | 新艺宝唱片           |
| K歌之王（粤语）      | 陈奕迅                                         | 打得火热                                 | 2000.9.28     | 英皇娱乐             |
| 青春常驻             | 张敬轩                                         | Morph                                    | 2014.10.16    | 英皇娱乐             |
| 我们                 | 草蜢                                           | Forever Grasshopper Collection           | 2005          | 环球唱片             |
| 我不想念             | 刘若英                                         | 在一起                                   | 2010.4.16     | 相信音乐             |
| 我懂了               | 刘若英                                         | 我要你好好的                             | 2015.9.22     | 相信音乐             |
| 城里的月光           | 许美静                                         | 遗憾                                     | 1996.2        | 上华国际             |
| 最重要的小事         | 五月天                                         | 为爱而生                                 | 2006.12.29    | 滚石唱片             |
| 恋爱ing              | 五月天                                         | 知足just my pride最真杰作选              | 2005.8.26     | 滚石唱片             |
| 挪威的森林           | 伍佰                                           | 爱情的尽头                               | 1996.6.2      | 滚石唱片             |
| 这样爱你对不对       | 陈淑桦                                         | 聪明糊涂心                               | 1991.12       | 滚石唱片             |
| 爱情有什么道理       | 张艾嘉/李宗盛                                  | 忙与盲                                   | 1985.3.27     | 滚石唱片             |
| 幸福不是情歌         | 刘若英                                         | 亲爱的路人                               | 2013.5.10     | 相信音乐             |
| 亲爱的路人           | 刘若英                                         | 亲爱的路人                               | 2013.5.10     | 相信音乐             |
| 决定                 | 辛晓琪                                         | 遗忘                                     | 1995          | 滚石唱片             |
| 最爱是谁             | 林子祥                                         | 最爱·千亿个夜晚                          | 1986          | 华纳音乐             |
| 最爱                 | 张艾嘉                                         | 你爱我吗                                 | 1986          | 滚石唱片             |
| 我要你好好的         | 刘若英/周迅/汤唯/桂纶镁                        | 我要你好好的                             | 2015.9.22     | 相信音乐             |
| 点亮橘子树           | 刘若英                                         | 年华                                     | 2001          | 滚石唱片             |
| 一辈子的孤单         | 刘若英                                         | Love and the city                        | 2002          | 滚石唱片             |
| 原来你也在这里       | 刘若英                                         | 我的失败与伟大                           | 2003.11.24    | 百代唱片             |
| 歌                   | 张艾嘉                                         | 也许·我们曾经年轻                        | 1980.4        | 歌林唱片             |
| 继续 给十五岁的自己  | 刘若英                                         | 在一起                                   | 2010.4.16     | 相信音乐             |
| 光                   | 刘若英                                         | 一整夜                                   | 2005.12.9     | 大熊星娱乐           |
| 收获                 | 刘若英                                         | 收获 新歌+精选                           | 2001.1.5      | 滚石唱片             |
| 舞女                 | 陈小云                                         | 舞女                                     | 1985          | 吉马唱片             |
| 爱的代价             | 张艾嘉                                         | 爱的代价                                 | 1992          | 滚石唱片             |
| 执着                 | 田震                                           | 野花                                     | 1996.3.1      | 中国文采音像出版公司 |
| 自由                 | 张震岳                                         | 秘密基地                                 | 1998.12.1     | 魔岩唱片             |
| 一路走下去           | 刘若英                                         | 我要你好好的                             | 2015.9.22     | 相信音乐             |
| 心动                 | 林晓培                                         | She Knows                                | 1999.12       | 友善的狗             |
| 遇见                 | 孙燕姿                                         | The Moment                               | 2003.8.22     | 华纳音乐             |
| 明星                 | 张玛莉                                         |                                          | 1976          |                      |
| 我是真的爱你         | 张信哲                                         | 心事                                     | 1993.5        | 巨石音乐             |
| 台北的天空           | 王芷蕾                                         | 王芷蕾的天空                             | 1985          | 飞碟唱片             |
| 姐姐                 |                                                |                                          |               |                      |
| 离开地球表面         | 五月天                                         | 离开地球表面Jump！The World 2007极限大碟 | 2007          | 滚石唱片             |
| 三天三夜             | 张惠妹                                         | 我可以抱你吗？爱人                       | 1999          | 丰华唱片             |
| 童话                 | 光良                                           | 童话                                     | 2005.1.21     | 滚石唱片             |
| 当爱已成往事         | 李宗盛/林忆莲                                  | 霸王别姬电影原声带                       | 1993          | 滚石唱片             |
| 寂寞难耐             | 李宗盛                                         | 生命中的精灵                             | 1986.1.23     | 滚石唱片             |
| 阴天                 | 莫文蔚                                         | You Can                                  | 1999          | 滚石唱片             |
| 你有没有深爱过       | 刘若英                                         | 你有没有深爱过EP                         | 2016.7.27     | 相信音乐             |
| 听说                 | 刘若英                                         | 听说？                                   | 2004.10.22    | 百代唱片             |
| 圣诞结               | 陈奕迅                                         | 七                                       | 2003.11.18    | 英皇娱乐             |
| 第一天               | 孙燕姿                                         | 完美的一天                               | 2005.10.7     | 华纳音乐             |
| 收获                 | 刘若英                                         | 收获 新歌+精选                           | 2001.1.5      | 滚石唱片             |
| 后来                 | 刘若英                                         | 我等你                                   | 2000          | 滚石唱片             |